# Turbonilla curta
Turbonilla curta är en snäckart som beskrevs av Dall 1889. Turbonilla curta ingår i släktet Turbonilla och familjen Pyramidellidae. Inga underarter finns listade i Catalogue of Life.